# NGC 3994

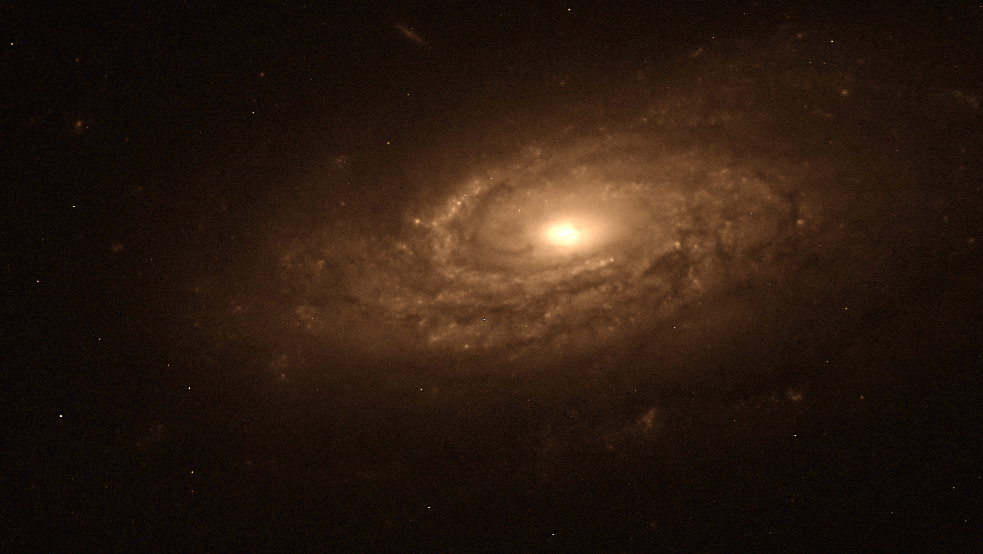
NGC 3394 par le télescope spatial Hubble.

NGC 3994 est une galaxie spirale située dans la constellation de la Grande Ourse. NGC 3994 a été découverte par l'astronome prussien Heinrich d'Arrest en 1864.

## Caractéristiques
La classe de luminosité de NGC 3994 est III et elle renferme également des régions d'hydrogène ionisé. NGC 3994 est une galaxie LINER, c'est-à-dire une galaxie dont le noyau présente un spectre d'émission caractérisé par de larges raies d'atomes faiblement ionisés

### Distance
Sa vitesse par rapport au fond diffus cosmologique est de 3 363 ± 20 km/s, ce qui correspond à une distance de Hubble de 49,6 ± 3,5 Mpc (∼162 millions d'al).

### Galaxie à sursaut de formation d'étoiles
NGC 3994 est une galaxie à sursaut de formation d'étoiles. Selon la base de données Simbad, .

### Brillance de surface
En raison d'une brillance de surface égale à 11,83  mag/am2, on peut qualifier NGC 3994 de galaxie présentant une brillance de surface élevée.

## Groupe de NGC 3995
Selon A.M. Garcia, la galaxie NGC 3994 fait partie d'un groupe de galaxies qui compte au moins 11 membres, le groupe de NGC 3995. Les autres membres du groupe sont NGC 3935, IC 2981*, NGC 3986, NGC 3991, NGC 3995, IC 2973, IC 2978, IC 2979, MCG 4-26-54 et UGC 6892.
La galaxie NGC 3966 de la liste de Garcia est PGC 37462. Cette galaxie est IC 2981 et non NGC 3966. En fait, les galaxies NGC 3966 et NGC 3986 sont une seule et même galaxie, soit PGC 37544. Un autre doublon du New General Catalogue
Les galaxies NGC 3986, NGC 3991, NGC 3994, NGC 3995 et IC 2979 (notée 1154+3225 une abréviation pour CGCG 1154.3+3225) apparaissent aussi dans un groupe décrit dans un article d'Abraham Mahtessian paru en 1998.
Les galaxies NGC 3991 et NGC 3995 sont deux galaxies en interaction gravitationnelle qui figurent dans l'atlas des galaxies particulières de Halton Arp sous la désignation Arp 313. La galaxie NGC 3994 figure aussi dans cet atlas sous le même numéro. Basé sur un article publié en 1988 et non disponible, la base de données NASA/IPAC indique que NGC 3994 fait partie d'un triplet de galaxies. Elle est à peu près à la même distance que NGC 3991 et NGC 3995 et dans la même région. Ce triplet est donc sans doute constitué de ces trois galaxies.